# Bufera (film 1926)
Bufera è un film del 1926 diretto da Wladimiro De Liguoro.